# Frauengesundheitszentrum
Ein Frauengesundheitszentrum, auch feministisches Frauengesundheitszentrum, ist eine soziale Einrichtung, die Frauen und Mädchen parteilich in frauenspezifischen Gesundheitsfragen berät und Hilfen anbietet, beziehungsweise vermittelt. Frauengesundheitszentren entstanden seit Anfang der 1970er Jahre im Zuge der Zweiten Frauenbewegung.

## Ziele
Ziel ist, Frauen aller Altersstufen und Lebenszusammenhängen frauenbezogene Beratung und Hilfen zu frauenspezifischen gesundheitlichen Fragen zu bieten. Frauengesundheitszentren verstehen sich als Anwälte von Mädchen und Frauen, in dem Sinne, dass sie für eine frauengerechte Gesundheitsversorgung stehen und einer möglichen Instrumentalisierung, Pathologisierung und Medikalisierung der weiblichen Gesundheit durch Frauenmedizin sowie der Pharmaindustrie kritisch und wachsam gegenüberstehen. Sie unterstützen Frauen im bestehenden Gesundheitssystem, ihren eigenen Weg zu finden und zu gehen, und damit ihre Autonomie zu bewahren.

## Angebote
Mit individuellen Beratungsangeboten, Kursen, Vorträgen oder auch therapeutischen Angeboten versuchen Frauengesundheitszentren die Frauen zu erreichen.
Themen sind die Phase der Wechseljahre, das Diaphragma als alternative Verhütungsmethode, Gruppenangebote für Frauen mit Depressionen, Angebote speziell für Mädchen, für lesbisch orientierte Frauen und auch für Frauen, die von Gewalterfahrungen betroffen sind oder waren. Veranstaltungen, die den weiblichen Körper frauenspezifisch vermitteln, sind ebenso Teil des Angebots wie Kurse zur vaginalen Selbstuntersuchung oder zur Brustuntersuchung.

## Frauengesundheitszentren in verschiedenen Ländern

### USA
In den USA gibt es seit Anfang der 1970er Jahre Frauengesundheitszentren (englisch Women's health center oder Feminist health centers). Eine der ersten solcher Zentren war das Los Angeles Feminist Women's Health Center (LAFWHC), das 1972 in den Räumen eines Frauenhauses in Los Angeles gegründet wurde. Das Los Angeles Police Department schleuste eine Informantin in einen Selbsthilfekurs; im September 1972 wurde das Zentrum dann von der Polizei durchsucht. Carol Downer und Colleen Wilson – zwei der Gründerinnen – wurden dabei festgenommen, Unterlagen und inkriminierende Gegenstände beschlagnahmt. Unter den beschlagnahmten Dingen waren auch Joghurt-Packungen, weil diese in Selbsthilfe-Kursen zur Behandlung von vaginaler Pilzinfektion benutzt wurde. Daher wurde der Vorgang später ironisch als „Great Yogurt Conspiracy“ bezeichnet. Downer und Wilson wurden angeklagt, ohne ärztliche Zulassung ärztliche Behandlungen ausgeführt zu haben. Das Verfahren gegen Wilson wurde gegen ein vermindertes Schuldanerkenntnis eingestellt. Downers Anklage kam hingegen zur Verhandlung; im Dezember 1972 wurde sie in allen Punkten freigesprochen. Das Verfahren erzeugte landesweite Publizität und erlaubte es Carol Downer zusammen mit Lorraine Rothman, ausgedehnte Vortragsreisen innerhalb und außerhalb der USA zu unternehmen, in denen die Idee der Frauengesundheitszentren und der gesundheitlichen Selbsthilfe durch Frauen weiter verbreitet wurden.

### Australien
Das erste Frauengesundheitszentrum in Australien wurde 1974 in Leichhardt nahe Sydney eröffnet. 1975 kamen Liverpool und Newcastle dazu, 1978 Wagga Wagga, Bankstown und Gosford. 1981 gründeten diese Zentren den Dachverband Women's Health and Information Resource and Crisis Centres Association (WHIRCCA), der 2000 in Women's Health New South Wales (WHNSW) um benannt wurde. Der Verband hat heute in New South Wales 23 Frauengesundheitszentren als Mitgliedsvereine.

### Deutschland
In Deutschland entstand das erste Frauengesundheitszentrum 1974 aus einer Arbeitsgruppe im Frauenzentrum Westberlin: das Feministische Frauen-Gesundheits-Zentrum e. V. Berlin (FFGZ). Es war zugleich das erste in Europa. Motto war, durch Selbsthilfe zu lernen, Autonomie über den eigenen Körper und die eigene Sexualität zu erlangen. Ab 1974 führten dort Frauen erstmals Kurse zur Vaginalen Selbstuntersuchung durch. Die erste Publikation des FFGZ war das selbst verlegte Handbuch Hexengeflüster. Frauen greifen zur Selbsthilfe, das zu einem Bestseller wurde. Seit 1976 gibt das FFGZ Berlin Clio. Die Zeitschrift für Frauengesundheit heraus, für die Fachfrauen aus Wissenschaft, Medizin und Naturheilkunde ihr Wissen ehrenamtlich zur Verfügung stellen.
Auf die Berliner Gründung folgte 1978 zunächst München, gegen Ende des Jahrzehnts kamen zahlreiche weitere Städte hinzu. Im Deutschen Ärzteblatt 1979 wurden die sich formierenden Frauengesundheits-Initiativen in die Nähe der terroristischen Szene gerückt und die Auseinandersetzung von Laien mit medizinischen Fragestellungen als „hybride Selbstüberschätzung“ gewertet. Polizeiliche Durchsuchungen der Zentren fanden nicht nur in den USA, sondern auch in der BRD statt. Diese Aktionen wurden von der Frauengesundheitsbewegung als heftiger Widerstand etablierter gesellschaftlicher Kräfte gegen den Anspruch von Frauen auf körperliche Selbstbestimmung eingeordnet.
Aktuell sind in Deutschland etwa 14 Frauengesundheitszentren (Stand: 2020) im Bundesverband der Frauengesundheitszentren miteinander vernetzt. Auf kommunaler Ebene – der Ebene vor Ort – bestehen Kooperationen mit städtischen Institutionen, wie Krankenhäuser und Gesundheitsamt sowie sozialen Beratungsstellen wie beispielsweise Wildwasser und weiteren sozialen Netzwerken und Selbsthilfegruppen. Die Wurzeln von Frauengesundheitszentren liegen in der Frauengesundheitsbewegung.

### Österreich
Das erste österreichische Frauengesundheitszentrum, das FEM Wien, wurde 1992 gegründet. 1993 folgte das Frauengesundheitszentrum in Graz. Derzeit gibt es außerdem Zentren in Linz, Klagenfurt, Salzburg, Villach und Wels. Die sieben Frauengesundheitszentren in Österreich sind eigenständige Organisationen – Ziele und Werte teilen sie. Um noch wirkungsvoller für gerechte Gesundheitschancen von Frauen und Mädchen arbeiten zu können, haben sie sich 1995 zum Netzwerk der österreichischen Frauengesundheitszentren zusammengeschlossen. In einem weiteren Professionalisierungsschritt wurde 2007 die ARGE der österreichischen Frauengesundheitszentren gegründet. Die Frauengesundheitszentren orientieren sich an nationalen und internationalen Vereinbarungen und setzen diese in Österreich um, beispielsweise Ottawa Charta der Gesundheitsförderung, 1986, WHO Bericht Women and Health, 2009, Madrider Erklärung zu Gendermainstreaming im Gesundheitswesen, 2002, österreichisches Gesundheitsqualitätsgesetz, 2005, österreichische Rahmengesundheitsziele, 2012.
Das Netzwerk der österreichischen Frauengesundheitszentren verpflichtet sich in seinem Leitbild zur Qualitätssicherung. Es hat in einem gemeinsamen Prozess als Basis der Zusammenarbeit und der Weiterentwicklung zwölf Kriterien für Frauengesundheitszentren definiert, die die Qualität der Arbeit transparent und überprüfbar machen. Die Wortmarke Frauengesundheitszentrum ist seit 2004 beim österreichischen Patentamt geschützt und bezeichnet daher ausschließlich Einrichtungen, die im Sinne dieser Qualitätskriterien arbeiten.